# Ковалевська Ольга Олегівна
Ольга Олегівна Ковалевська (нар. 13 липня 1972, Донецьк) — український історик, науковець, викладач вищої школи, громадська діячка, член Національної спілки краєзнавців України.

## Біографія
Народилася 13 липня 1972 р. у м. Донецьк у родині службовців. Навчалася у СШ № 39, № 62, № 68 міста Донецька. У 1989 р. закінчила донецьку СШ № 51 з срібною медаллю та вступила на перший курс історичного факультету Донецького державного університету, який закінчила у 1994 р. з дипломом з відзнакою.
Одночасно з навчанням на історичному факультеті закінчила повний курс за спеціальністю «Соціально-гуманітарні дисципліни» та отримала кваліфікацію «Лектор-мистецтвознавець».
Упродовж 1994–1997 рр. навчалася в стаціонарній аспірантурі по кафедрі історії України ДонДУ, де під керівництвом д.і.н., проф. Р. Д. Ляха підготувала і захистила кандидатську дисертацію на тему «І. С. Мазепа в історіографії XVIII–XX століть» (1997).
З 1997 по 2000 р. працювала на посадах викладача, старшого викладача, доцента кафедри історії держави та права Донецького інституту внутрішніх справ при Донецькому національному університеті.
Протягом 2000−2002 рр. обіймала різні науково-педагогічні посади на кафедрах права та соціально-гуманітарних дисциплін Відкритого міжнародного університету розвитку людини «Україна» у м. Київ.
Продовжуючи викладацьку діяльність в різних вищих навчальних закладах III–IV рівнів акредитації, з травня 2002 р. працювала на посаді наукового співробітника за контрактом у відділі української історіографії та спеціальних історичних дисциплін Інституту історії України НАН України.
У червні 2004 р. отримала вчене звання доцента по кафедрі історії України Національного педагогічного університету ім. М. Драгоманова.
З 2005 р. є штатним співробітником Інституту історії України НАН України, де з липня 2008 р. обіймала посаду старшого наукового співробітника. У лютому 2015 р. захистила докторську дисертацію на тему: «Іконографія козацьких старшин XVII−XVIII ст.: джерела та історіографія» (науковий консультант член-кор. НАН України, д.і.н., проф. Г. В. Боряк). За результатами атестації 2015 р. з 1 січня 2016 р. отримала посаду провідного наукового співробітника, яку обіймає дотепер.

## Стипендії та стажування
Протягом 2004−2005 рр. О. О. Ковалевська отримувала стипендію молодих вчених, призначену Президією НАН України;
2004 р. навчалася у Літній школі Студій Східної Європи (WSL) Варшавського університету (м. Варшава).
2005 р. була слухачем Вищої школи гуманітарних наук (м. Париж).
Протягом 2008−2010 рр. − стипендію Президента України.
Стажувалася за кордоном (Санкт-Петербурзький Інститут історії РАН (м. Санкт-Петербург);Інститут історії ПАН (м. Варшава); Інститут історії Литви ЛАН (м. Вільнюс).
На проведення наукових досліджень діставала гранти Американської Ради Наукових Товариств (ACLS, США), Каси ім. Й. Мяновського (Kasa im. J. Mianowskiego, Польща) та Канадського інституту українських досліджень (КІУС, Канада).

## Міжнародна співпраця
У грудні 2007 р. була організатором проведення з'їзду випускників та викладачів Літньої школи Студій Східної Європи Варшавського університету.
Протягом 2007−2008 рр. була дійсним головою Міжнародного Клубу випускників та викладачів Літньої школи Студій Східної Європи. Від того часу і донині є членом правління Клубу.
З 2011 р. входить до складу адміністрації міжнародної громадської організації «Інститут князівства Литовського» (м. Каунас, Литва).

## Науково-педагогічна діяльність
З 2012 р. співпрацювала з Всеукраїнською асоціацію викладачів історії та суспільствознавства «Нова Доба» (м. Львів); Європейською асоціацію викладачів історії та суспільних дисциплін «Єврокліо» (м. Амстердам); Чернігівським інститутом покращення післядипломної освіти ім. К. Ушинського (м. Чернігів), а також Рівненським державним гуманітарним університетом (м. Рівне).
У 2013 р. брала участь у професійному тренінгу «Professional Training and Development Course «Reflecting Remembrance, Teaching History for a Common Culture of Remembrans?» (м. Ерфурт, Німеччина), а також професійному семінарі «Professional Training «Sharing History, Cultural Dialogues» (м. Стамбул, Туреччина).
З 2013 р. активно співпрацює з Київською Малою академією учнівської молоді, керуючи науковою працею київських школярів.
З 2015 р. була науковим керівником історичної секції КМАН. Нині продовжує співпрацю з КМАН як науковець-консультант та методист.

## Громадська діяльність
З 2007 р. брала активну участь в роботі Громадського комітету з відзначення подій під Полтавою у 1709 р. З того часу і донині є адміністратором та упорядником сайту «Ім'я Мазепи» — www.mazepa.name.
У співпраці з Громадським рухом «Не будь байдужим!» у 2008−2009 рр. брала участь у підготовці кількох популярних видань про Івана Мазепу для дітей та підлітків. Згодом очолювала журі всеукраїнського конкурсу учнівських праць «Хто для мене Іван Мазепа».
У 2011 р. виступила ініціатором установлення пам'ятної дошки на фасаді ЗСШ № 292 імені Івана Мазепи Деснянського району м. Києва (скульптор Марко Галенко, фінансова підтримка видавництва «Темпора»).
Протягом 2017‒2020 рр. співпрацювала з громадським проектом «Likbez. Історичний фронт» . Неодноразово виступала з публічним лекціями у вищих навчальних закладах, перед вищим командним складом ЗСУ, співпрацювала з Всеукраїнською асоціацією гідів, Українським інститутом національної пам'яті тощо.

## Нагороди
У 2001 р. була нагороджена нагрудним знаком «Подяка» від Київської державної міської адміністрації за «Сумлінну працю». Указом Президента України від 19 січня 2009 р. нагороджена медаллю «За працю і звитягу» за особистий внесок у дослідження та збереження національної культурної спадщини.
У січні 2010 р. Міжнародною громадською організацією «Родина Мазеп» була нагороджена «Срібним клейнодом Івана Мазепи».
20 жовтня 2011 р. нагороджена відзнакою Міністерства культури України «За багаторічну плідну працю в галузі культури».
У 2016 році була нагороджена Грамотою Президії НАН України за багаторічну плідну роботу з творчою одарованою молоддю і виховання майбутньої наукової зміни; за підготовку учнів КМАН — переможців Всеукраїнського конкурсу-захисту науково-дослідних робіт учнів-членів КМАН; Грамотою Департаменту освіти і науки, молоді та спорту виконавчого органу Київської державної адміністрації за вагомий особистий внесок в організацію та проведення II (міського) етапу Всеукраїнського конкурсу-захисту науково-дослідних робіт учнів-членів КМАН; Почесною Грамотою Національної академії педагогічних наук України за вагомий внесок у розвиток історичної науки, багаторічну плідну науково-педагогічну діяльність та з нагоди 80-річчя від дня заснування Інституту.
15 липня 2016 р. була нагороджена Почесною Грамотою Верховної Ради України за особові заслуги перед Українським народом.
8 лютого 2017 році разом із Оленою Анатоліївною Бачинською стала Лауреатом Премії імені Миколи Костомарова, присудженої Президією НАН України за серію праць, об'єднаних під загальною назвою «Українське козацтво у системі уявлень, саморепрезентацій та соціальних взаєминах».
24 серпня 2017 року стала Лауреатом Премії імені Самійла Величка, призначеної Полтавською міською радою за поданням Державного музею-заповідника «Поле Полтавської битви» за історичні дослідження.

## ЗМІ
Співпрацювала з журналами «Український тиждень», «Країна», інтернет виданням «Українська правда», Державною радіокомпанією, «Радіо-Київ», «Українське радіо» (канал культура), радіо «Ера», телевізійними каналами «1+1», «Канал 24», «ZiK», газетою «Експрес» (Львів), «Громадським радіо», радіо «Новое время», полтавська телерадіокомпанія «Лтава» та ін.)

## Публікації
Є автором понад 200 публікацій, серед яких 3 монографії, 4 науково-популярних видання, 3 навчальних посібника, матеріали до бібліографії, реконструкція видавничого проєкту, вступні розділи до археографічних публікацій, статті у фахових виданнях та спеціалізованих збірниках, розділи у колективних монографіях, статті в енциклопедіях та ін.
Основні праці
1. Ковалевська О. О. Збірник «Мазепа»: спроба реконструкції видавничого проекту 1939−1949 рр. / НАН України; Інститут історії України; Музей-архів ім. Д. Антоновича УВАН у США.– К.: Темпора, 2011. — 176 с.: іл.
2. Ковалевська О. О. Іконографія Івана Мазепи в образотворчому мистецтві ХХ — початку XXI ст. — К.: Темпора, 2013. — 420 с.: іл.
3. Ковалевська О. О. Зображення крізь віки: іконографія козацької старшини XVII—XVIII ст.: В 2-х ч. — К.: Ін-т історії України НАН України, 2014. — Ч. 1: Монографія. — 314 с.; Ч. 2: Додатки. — 330 с.: іл.
4. Ковалевська О. Образ гетьмана Івана Мазепи в українській історіографії // Академічні й до академічні образи української історіографії: Кол. монографія / Відп. ред. О. А. Удод. — К.: Ін-т історії України НАН України, 2012. — 720 с. ‒ С. 589−651.
5. Ковалевська О. О. Внесок українських вчених у становлення музеєзнавства як наукової дисципліни (кінець ХІХ — перша третина XX ст.) // Дисциплінарні виміри української історіографії: Колективна монографія / Відп. ред. та кер. авт. кол-ву О. А. Удод. — К.: НАН України. Ін-т історії України, 2015. — 462 с. — С. 379−410.
6. Ковалевська О. О. Історія держави та права зарубіжних країн: Навч. посіб. для дистанц. навчання. — К.: ВМУРоЛ, 2003. — 202 с.
7. Спільна історія. Діалог культур: навч. посібник / Загал. наук. ред. О. Ковалевська, О. Міхеєва. — Львів: ЗУКЦ, 2013. — 256 с. (так само див.: https://web.archive.org/web/20160307164958/http://www.novadoba.org.ua/ukr/common-history-book)
8. Ковалевська О., Малес Л., Міхеєва О. Ідентичності в умовах полікультурного суспільства // Перехрестя культур. Країни Чорноморського регіону та суспільно-політичні зміни в ХІХ−ХХ ст.: Навчальний посібник: EUROCLIO, 2015. − С.122−132. − Режим доступу:
9. Ковалевська О., Міхеєва О. Красномовне мовчання: пам'ятник на перехресті культур // Перехрестя культур. Країни Чорноморського регіону та суспільно-політичні зміни в ХІХ−ХХ ст.: Навчальний посібник: EUROCLIO, 2015. − С.188-203. − Режим доступу:
10. Ковалевська О. О. Іван Мазепа у запитаннях та відповідях. — К.: Темпора, 2008. — 200 с.: іл.
11. Ковалевська О. О. Іван Мазепа. — К.: «Видавництво Дельта», 2009. — 52 с.: іл.
12. Гетьман. Шляхи / Упоряд. О. Ковалевська. — К.: Темпора, 2009. — 272 с.: іл.
13. Гетьман. Осмислення / Упоряд. О. Ковалевська. − К.: Темпора, 2009. — 368 с.: іл.
14. Мазепіана: матеріали до бібліографії (1688 − 2009) / Упоряд. та авт. передм. О. О. Ковалевська; відпов. ред. О. А. Удод. − К.: Темпора, 2009. — 248 с.
15. Ковалевська О. О. Образ Мазепи в творчості Олександра Орловського та Вацлава Павлішака // Україна в Центрально-Східній Європі (з найдавніших часів до кінця XVIII ст.). — Вип. 4. — К.: Інститут історії України НАН України, 2004. — С. 438—448.
16. Ковалевська О. О. Образ козацтва в історичному живописі Яна Матейка // Університет. — 2005. − № 3. — С. 63−72.
17. Ковалевська О. О. «Козацька» тематика в польському жанрово-історичному живописі XIX — початку XX ст. // Записки історичного факультету ОНУ. — Одеса: Астропринт, 2006. — С. 179−190.
18. Ковалевська О. О. До питання атрибуції портретів І. Мазепи // Сіверянський літопис. — 2006. — № 1. − С. 102−108.
19. Ковалевська О. О. Образ Івана Мазепи у творах митців української діаспори // Історичний журнал. — 2007. − № 2. — С. 63–68.
20. Ковалевська О. О. Нові підходи до пошуку достовірних зображень гетьмана Івана Мазепи // Укр. істор. журн. — 2007. − № 3. — С. 152−167.
21. Ковалевська О. О. Перша публікація зображення гербу гетьмана І. Мазепи // Сіверянський літопис. — 2007. — № 3. — С. 107−109.
22. Ковалевська О. О. Портрети Мазепи: критерії достовірності та проблеми ідентифікації // Матеріали міжнародної конференції «Іван Мазепа та його доба: історія, культура, національна пам'ять» (15–17 жовтня 2008 р., Київ — Полтава). — К.: Темпора, 2008. — С. 395—406.
23. Ковалевська О. О. Про пошуки достовірного портрета Івана Мазепи // Історія в школах України. — 2008. − № 4. — С. 40−42.
24. Ковалевська О. О. Іконографія Івана Мазепи: внесок українських митців XX століття // Історія в школах України. — 2008. — № 5. — С. 39−42.
25. Ковалевська О. О. Реконструкція образу Івана Мазепи // Гетьман. Осмислення / Упоряд. О. Ковалевська. − К.: Темпора, 2009. — С. 291—304.
26. Ковалевська О. О. Портрети представниць українських козацько-шляхетських родин у виконанні Марії Стецької // Студії з україністики. Зб. наук. праць на пошану дослідника українського. козацтва Валерія Цибульського з нагоди 60-річчя. − Рівне: видавець О. Зень, 2010. − С. 77−84.
27. Ковалевська О. О. Портрети, що зображують справжнього Мазепу // Наше слово (Варшава). — 2010. − № 27 (2761). — 4 липня. — С. 9.
28. Ковалевська О. О. Портрети Івана Мазепи у виконанні митців української діаспори // Наукові записки Національного університету Острозька академія. Історичні науки. Вип. 15 / Національний університет Острозька академія, Українське історичне товариство. Відп. редактори: І. Пасічник, Л. Винар. Острог: Видавництво Національного університету Острозька академія, 2010. − С. 177—186.
29. Ковалевська О. О. Сучасні дослідження портретів Івана Мазепи // Український історик. — 2011. − Т. XLVII / XLVIII. — Ч. 1-4 (185—188) / 1-4 (189—191). — С. 168—180.
30. Ковалевська О. О. Іконографічні дослідження Олександра Лазаревського: роздуми історика над портретами Івана Мазепи // Іван Мазепа і мазепинці: Історія та культура України останньої третини XVII − початку XVIII ст.: Наук. зб./ Ред. кол.: Я. Дашкевич, О.Купчинський, І. Скочиляс, А. Фелонюк; упоряд. І. Скочиляс. — Львів: ІУАД; НТШ, 2011. — С. 207−211.
31. Ковалевська О. О. Портреты исторических деятелей XVII—XVIII века: проблемы идентификации и достоверности // Мультикультурная и многонациональная Россия. V (Пятые) Батаевские чтения. Материалы международной междисциплинарной конференции, посвященной 85-летию со дня рождения заслуженного деятеля науки, почетного профессора РУДН, академика МАН ВШ Тамары Васильевны Батаевой. Москва, ИИЯ РУДН, 16 ноября 2012 г. В 3 ч. М.: РУДН. 2012. Ч. 1. — 630 с., илл.; Ч. 2. — 447 с., илл.; Ч. 3. — 199 с., илл. — С. 77–90.
32. Ковалевська О. О. До питання ідентифікації світських постатей композиції «Перший Вселенський собор» стінопису Софії Київської // Укр. істор. журн. — 2012. — № 1. — С. 201—210.
33. Kowalewska O. Ikonografia hetmana Iwana Mazepy // Przegląd Wschodni (Warszawa). — 2012. — T. XI. — Zeszyt 4 (44). — S. 713—733.
34. Ковалевська О. О. Візуальні дослідження та іконографія: проблема розмежування об'єкту, методу та понятійно-категоріального апарату // Спеціальні історичні дисципліни. Питання теорії та методики. — К.: НАН України Ін-т історії України. — Число 22–23. — 2013. — С. 294—302.
35. Ковалевська О. О. Функції зображальних джерел XVII−XVIII ст. та їх еволюція // Укр. істор. журн. — 2014. − № 5. — С. 142−156.
36. Ковалевська О. О. Зображення козаків з Чернігівського історичного музею ім. В. Тарновського: походження, історія зберігання та побутування // Чорноморська минувшина. Записки відділу історії козацтва на Півдні України Науково-дослідного інститут козацтва Інституту історії України НАН України: Зб. наук. пр. — Вип. 8. — Одеса: СПД-ФО Бровкін О. В., 2013. — С. 69–7
37. Ковалевська О. О. Портретні зображення представників військово-політичної еліти Гетьманату: формування традиції та особливості художніх прийомів // Українська держава другої половини XVII—XVIII ст.: політика, суспільство, культура. — К.: Ін-т історії України НАН України, 2014. — С. 556—584.
38. Ковалевська О. О. Інформаційні можливості графічних панегіриків XVII—XVIII ст. як джерела // Гуманітарний журнал (Дніпропетровськ). — 2014. — № 1/2 (зима−весна). — С. 3−15.
39. Ковалевська О. О. Стан розробки іконографії окремих представників козацтва XVI−XVIII ст. в українській історіографії ХІХ−ХХ ст. // Історіографічні дослідження в Україні / Ред. кол.: В. А. Смолій (голова), О. А. Удод (відп. ред.), О. В. Ясь (відп. секр.) та ін. НАН України. Інститут історії України. — Вип. 25. — К.: Інститут історії України, 2014. — С. 268−391.
40. Ковалевська О. О. Питання іконографії Івана Мазепи у приватному листуванні Т. Цявловської та С. Білоконя // Архіви України. — 2014. − № 4-5 — С. 118−130.
41. Ковалевська О. О. Візуальні дослідження та іконографія: проблема розмежування об'єкту, методу та понятійно-категоріального апарату // Спеціальні історичні дисципліни. Питання теорії та методики. — К.: НАН України Ін-т історії України. — Число 22–23. — 2013. — С. 294—302.
42. Ковалевская О. О. Изображения представителей казачества в произведениях сакрального искусства XVII—XVIII вв. // Гістарычна-археалагічнызборнік. Выпуск 29. — Мінск: Беларус. навука, 2014. — С. 116−121.
43. Ковалевська О. О. Інформаційні можливості графічних панегіриків XVII—XVIII ст. як джерела // Гуманітарний журнал. — 2014. — № 4. — С.
44. Ковалевська О. О. Портрети представників козацької еліти як об'єкт дослідження спеціальних історичних дисциплін // Історичні і політологічні дослідження: Наук. журнал / Головн. ред. П. В. Добров. — Донецьк. − 2013. − № 4 (54). − С. 54−68.
45. Ковалевська О. О. Питання іконографії Івана Мазепи у приватному листуванні Т. Цявловської та С. Білоконя // Архіви України. — 2014. − № 4-5. — С. 118−130.
46. Ковалевська О. Чи існували автентичні портрети кримських ханів (До портретної галереї кримських ханів) // Крим: шлях крізь вікі. Історія у запитаннях і відповідях / НАН України. Ін-т історії України. Відп. ред. В. А. Смолій. — К.: Ін-т історії України НАН України, 2014. — С. 120−122.
47. Ковалевська О. О. Зняття анафеми з Івана Мазепи: історія питання та сутність реалій // Історія та правознавство. — 2008. — № 11 (147). — С. 4−6.
48. Ковалевська О. О. Що таке «Мазепа»: часова та просторова трансформація уявлень суспільства про історичну особистість // Краєзнавство. — 2010. − № 3. — С. 224—234.
49. Ковалевская О. О. Деятельность Н.Беляшевского в качестве заведующего Архивом финансового управления при Варшавской казенной палате бывшего Царства Польського // История науки и техники. — Т. 5. Сборник трудов четвертой Международной молодежной научной конференции. — Санкт-Петербург, 6-8 декабря 2004 г. — СПб: СПб-ий университет, 2005. — С. 196−198.
50. Ковалевська О. О. Роль М.Біляшівського у справі збереження портретів Михайла та Марії Максимовичів // Історіографічні дослідження в Україні. — К: НАН України. Ін-т історії України, 2005. — Вип. 16: Михайло Максимович і українська історична наука (Матеріали круглого столу, проведеного в Інституті історії України НАН України 10 листопада 2004 р. з нагоди 200-річчя від дня народження М. О. Максимовича). — С. 126−131.
51. Ковалевська О. О. М. Ф. Біляшевський: пошук та застосування власного методу музейної роботи // Матеріали II Міжнародного наукового конгресу українських істориків «Українська історична наука на сучасному етапі розвитку». — Т.1. — Кам'янець-Подільський — Київ — Нью Йорк — Острог, 2005. — С. 308−311.
52. Ковалевська О. О. М. Біляшевський та О. Єфименко: до питання наукової співпраці // Історіографічні дослідження в Україні / Відп. ред. Ю. А. Пінчук. — К.: НАН України. Ін-т історії України, 2004. — Вип. 14. — С. 405−413.
53. Ковалевська О. О. Приречений на вічне прокляття: Доля образу «Мазепи» на театральній сцені // Сіверянський літопис. — 2007. − № 1. — С. 74−86.
54. Ковалевська О. О. Матеріали М. Костомарова у фондах Чернігівського історичного музею ім. В. В. Тарновського // Український історичний збірник. — Вип. 10. — К.:Інститут історії України НАН України, 2007. — С. 279−282.
55. Ковалевська О. О. Професійні та приватні зв'язки представників старої наукової еліти в світлі листування І. Турцевича й І. Йонинаса // Історіографічні дослідження в Україні. — К.: НАН України. Ін-т історії України, 2010. — Вип. 20. − С. 258−278.
56. Ковалевська О. «Діяріуш» Пилипа Орлика в історії та історіографії України // Орлик П. Діаріуш подорожній, який в ім'я Троїці найсвятішої, розпочатий в року 1720 місяця жовтня дня 10-го. В 5-ти томах. — К.: Темпора, 2013. — С. 9–26.
57. Ковалевська О. О. Іконографія представників українського козацтва XVII—XVIII ст.: історіографія проблеми // Історіографічні дослідження в Україні / Ред. кол.: В. А. Смолій (голова), О. А. Удод (відп. ред.), О. В. Ясь (відп. секр.) та ін. НАН України. Інститут історії України. — Вип. 24. — К.: Інститут історії України, 2014. — 430 с. — С. 329—372.
58. Ковалевська О. О. Стан розробки іконографії окремих представників козацтва XVI−XVIII ст. в українській історіографії ХІХ−ХХ ст. // Історіографічні дослідження в Україні / Ред. кол.: В. А. Смолій (голова), О. А. Удод (відп. ред.), О. В. Ясь (відп. секр.) та ін. НАН України. Інститут історії України. — Вип. 25. — К.: Інститут історії України, 2014. — С. 268−391.
59. Ковалевська О. О. Міжнародна конференція «Європа між минулим та майбутнім» та П'ятий з'їзд Клубу WSL в Києві // Укр. істор. журн. — 2008. − № 3. — С. 235−236.
60. Ковалевська О. Міжнародна конференція «Останні громадяни Великого князівства Литовського: шляхи Станіслава та Ґабріеля Нарутовичів» (7–8 вересня 2012 р., м. Тельше (Литва) // Київська старовина. — 2012. — № 4. — С. 168—172.
61. Ковалевська О. Ювілейна конференція випускників і викладачів Літньої Школи Студій Східної Європи Варшавського університету (WSL UW)
62. Ковалевська О. О. Гетман Иван Мазепа: Документы из архивных собраний Санкт-Петербурга. В 2 вып. Вып. 1. 1687−1705 гг. / Сост. Т. Г. Таирова-Яковлева. — СПб.: Изд-во С.-Петерб. ун-та, 2007. — 255 с. — рецензія // УІЖ. − № 5. — 2007. — С. 216−219.
63. Ковалевська О. О. Гетьман Мазепа, погляд із берегів Неви / Рецензія на книгу Т. Таїрової-Яковлевої. Мазепа. — М.: Молодая гвардия, 2007. — 271 с. — Доступно з: www.litakcent.com
64. Ковалевська О. О. Персоніфікована історія наукового Криму. Реценція на книгу: Непомнящий А. А. Подвижники крымоведения. — Симферополь: СГТ, 2006. — 324 с. // Історичний журнал. — 2008. − № 1. — С. 113−114.
65. Ковалевська О. О. Це право належить нам. Хто вирішить долю пам'ятника Івану Мазепі ? / День. — 2007. — № 184. — 26 жовтня. — С. 8.
66. Ковалевська О. О. Портрет з купюри // Український тиждень. − № 3 (11). — 2008. — С. 56−59.
67. Ковалевська О. О. Психологічний трилер // Український тиждень. — 2008. − № 39 (48). — С. 48−51.
68. Ковалевська О. О. «Міф про Полтаву» після 1709 року / Зоря Полтавщини. — 2008. — 5 листопада. — С. 5.
Ковалевська О. О. «Міф про Полтаву» після 1709 року / Дзеркало тижня. — 2008. — № 45 (724) — 29 листопада. — С. 16.
69. Ковалевська О. О. Іван Мазепа очима дітей // Гетьман. Осмислення / Упоряд. О. Ковалевська. − К.: Темпора, 2009. — С. 334—335.
70. Ковалевська О. О. Магічне коло полтавських річниць (З нагоди 300-ліття Полтавської битви) // Вісник НТШ. — 2009. — Число 41. — С. 11−13.
71. Ковалевська О. О. Що святкуємо? // Український тиждень. — 2009. − № 26–27 (87–88). — 2 — 8 липня. — С. 52–53.
72. Ковалевська О. О. Хто зображений на портретах Мазепи / Освіта України. — 2009. — № 49–50 (1030). — 3 липня. — С. 7.
73. Ковалевська О. О. Іван Мазепа одружився з удовою: Правитель України все життя опікувався чужими дітьми / Газета по-українськи. — № 140 (899). − 23 вересня 2009. — С. 10.
74. Ковалевська О. О. Іван Мазепа очима школярів: підсумки конкурсу творчих робіт «Хто для мене Іван Мазепа?» // Історія в школах України. — 2009. − № 7−8. − С. 35−36.
75. Ковалевська О. О. Євангеліє від Калнишевського // Український тиждень. — 2010. − № 39 (152). — 24−30 вересня. — С. 52−53.
76. Ковалевська О. О. Всеукраїнська наукова конференція «Історія України крізь призму мікроісторії та історії повсякденності» (16 вересня 2010 р.) // Укр. істор. журн. — 2010. − № 6. — С. 219−221.
77. Ковалевська О. Гетьманші. Портрети найвідоміших жінок козацької доби знайшли прилисток за межами України // Український тиждень. — 2010. − № 52 (165). — 24−30 грудня 2010. — С. 58− 59.
78. Ковалевська О. Географія — невивчений урок? // Український тиждень. — 2015. − № 29 (401) 24−30.07.2015. — С. 16−19.
79. Ковалевська О. «Досвідченою та вмілою рукою» // Український тиждень. — 2015. − № 39 (411) 2−8.10.2015. — С. 36−37.
80. Степан Рудницький. Історія. Геополітика. Географія / Укладач, авт. передмови, коментарів, упоряд. візуальних матеріалів О.Ковалевська, переклад. з нім., чеськ. І.Андрущенко. В 5-х кн. — Кн. 1. Історія. Теорія. Методологія. Термінологія. — К.: Темпора, 2017. — 716 с.: іл. додаток.
81. Степан Рудницький. Історія. Геополітика. Географія / Укладач, авт. передмови, коментарів, упоряд. візуальних матеріалів О.Ковалевська, переклад. з нім., чеськ. І.Андрущенко. В 5-х кн. — Кн. 2. Геополітика. — К.: Темпора, 2017. — 614 с.
82. Степан Рудницький. Історія. Геополітика. Географія / Укладач, авт. передмови, коментарів, упоряд. візуальних матеріалів О.Ковалевська, переклад. з нім., чеськ., рос. І.Андрущенко. В 5-х кн. — Кн. 3. Географія. Початки досліджень. — К.: Темпора, 2018. — 937 с.
83. Степан Рудницький. Історія. Геополітика. Географія / Укладач, авт. передмови, коментарів, упоряд. візуальних матеріалів О.Ковалевська, переклад. з нім., чеськ. І.Андрущенко. В 5-х кн. — Кн. 4. Основи землезнання. — К.: Темпора, 2018. — 959 с.
84. Степан Рудницький. Історія. Геополітика. Географія / Укладач, авт. передмови, коментарів, упоряд. візуальних матеріалів О.Ковалевська, переклад. з нім., чеськ. І.Андрущенко. В 5-х кн. — Кн. 5. Геологія і геоморфологія. — К.: Темпора, 2018. — 544 с.
85. Ковалевська О. О. Наукова співпраця М.Грушевського та М.Біляшівського щодо дослідження польських архівів // Symposium historiographicum Czercasiensium = Черкаський історіографічний симпозіум / За ред. В. Масненка. — Т. І (Присвячений 150-річчю від дня народження Михайла Грушевського). — Черкаси, 2016. — С. 138—146.
86. Ковалевська О. О. Забетонований пантеон. Родинний склеп Скоропадських як виклик політиці історичної пам'яті // Український тиждень. — 2017. — № 5 (481). — 3-9 лютого 2017. — С. 44–45 http://tyzhden.ua/Culture/184491 [Архівовано 21 Березня 2019 у Wayback Machine.]
87. Ковалевская О. Повседневная жизнь оккупированного Минска глазами немецких фотографов: по материалам Федерального архива Германии и ЦГКФФА им. Г. С. Пшеничного // Матералы VI-го Международного конгреса исследователей Белоруси. (http://palityka.org/wp-content/uploads/2017/09/05-02_Kovalevskaya.pdf [Архівовано 11 Липня 2020 у Wayback Machine.]).
88. Ковалевська О. Урок географії від Степана Рудницького // Український тиждень. — 2017. — № 49 (525) (8‒14.12.2017). — С. 44–45 http://tyzhden.ua/Magazine/525 [Архівовано 3 Жовтня 2018 у Wayback Machine.]
89. Ковалевська О. О. [Рецензія на видання]: Маньковська Р. Музеї України у суспільно-історичних викликах ХХ — початку XXI століть. — Л.: Прострі-М, 2016. — 408 с. // УІЖ. — 2017. — № 3. — С. 202—205.
90. Ковалевська О. О. [Рецензія на видання]: Схід і Південь України: час, простір, соціум: у 2-х т. Т. 2. Матеріали до бібліографії / наук. ред. В. В. Попик; редкол.: Г. В. Боряк, Я. В. Верменич, Т. В. Добко, Л. А. Дубровіна, В. Ю. Омельчук, О. С. Онищенко, В. І. Попик, В. А. Смолій (голова), Л. М. Яременко; уклад.: Т. В. Добко (керівник), О. Я. Дуднік, А. М. Колесніченко, Л. С. Новосьолова, В. Ю. Радченко, В. А. Шкаріна [та ін.]; НАН України, Ін-т історії України, Нац. б-ка України ім. В. І. Вернадського. — Київ, 2016. — 944 с. — (Студії з регіональної історії). // УІЖ. — 2017. — № 2. — С. 219—221 (0,2 друк арк).
91. Ковалевська О. Портретні зображення представників військово-політичної еліти. Український Гетьманат: нариси історії національного державотворення XVII—XVIII ст. в 2 кн. − Кн. 2. Київ, 2018. С. 547−579.
92. Ковалевська О. О. Таємниці козацьких портретів. ‒К.: ТОВ «Видавництво „Кліо“», 2019. ‒ 286 с.: іл.
93. Ковалевська О. Повсякдення окупованого Мінська очима німецьких фотографів: за матеріалами Федерального архіву Німеччини та ЦДКФФА україни ім. Г. С. Пшеничного. ‒ Режим доступу: http://www.historians.in.ua/index.php/en/galereya/2608-olga-kovalevska-povsyakdennya-okupovanogo-minska-ochima-nimetskikh-fotografiv-za-materialami-federalnogo-arkhivu-nimechchini-ta-tsdkffa-ukrajini-im-g-s-pshenichnogo-chastina-1 [Архівовано 18 Січня 2020 у Wayback Machine.]
94. Ковалевська О. Портретні зображення представників військово-політичної еліти Гетьманату // Історія Української держави: Гетьманат ранньомодерної доби. ‒ К.: Арій. ‒ 2018. ‒ С. 675‒698.
95. Ковалевська О. Люблінський сейм 1569 р. у візіях митців ХІХ — першої половини XX ст.: історико-іконографічний аналіз // УІЖ. ‒ 2019. ‒ № 4. ‒ С. 35‒60.
96. Ковалевська О. Церковна політика Івана Мазепи за актовими та епістолярними джерелами // Церква — наука — суспільство: питання взаємодії. Матеріали Сімнадцятої Міжнародної конференції (28 травня ‒ 1 червня 2019 р.) / Нац. Києво-Печер. іст.-культ.заповідник. ‒ К., 2019. ‒ С. 150‒155.
Рецензії на праці О.Ковалевської
1. Нещодавно побачили світ нові книги на історичну тематику: Ольга Ковалевська. Іван Мазепа у запитаннях та відповідях. — К.:Темпора. 2008. — 200 с.: іл. // Третій гетьманат. Літопис Українського козацтва. — 2008. — № 1(5). — С. 4.
2. Блащук С. Н., Скальский В. В. [Ковалевська О. Збірник «Мазепа»: реконструкція видавничого проекту 1939—1949 років / НАН України. Інститут історії України; Музей-архів ім. Д. Антоновича УВАН у США. — Київ: Темпора, 2011. — 176 с. // Studia Slavica et Balcanika (Петербургские славянские и балканские исследования). — 2011. — № 2 (10). — С. 246—248.
3. Mykhed O. Mazepiana: Materialy do bibliografii (1688—2009). Comp. O. O. Kovalevs'ka. — Kyiv: Tempora, 2009. 248 pp. //Harvard Ukrainian Studies, Vol. 29. — 2012. — PP. 483—485.
4. Дмитрієнко М., Іщенко Я. Мазепіана: матеріали до бібліографії (1688−2009) // УІЖ. — 2012. − № 2. — С. 203−207.
5. Сапеляк С. Книжка, що вчить гідності [Гетьман: Т. І.,ІІ. — Київ: Темпора, 2009] / Літературна Україна. — 2010. — 11 березня. — С. 5.
6. Галь Б. Мазепіана візуальна // Січеславський альманах. — 2014. − № 7. — С. 157−159. — Електронний ресурс. − Режим доступу: http://sa.nmu.org.ua/pdf/2014/Gal_rets.pdf
7. Бачинська О. [Рец.]. Ковалевська О. О. Зображення крізь віки: іконографія козацької старшини XVII—XVIII ст.: У 2 ч. — К.: Ін-т історії України НАН України, 2014. — Ч. 1: Монографія. — 314 с.; Ч. 2: Додатки. — 330 с. / О. Бачинська // Укр. істор. журн. — 2014. — № 6. — С. 207—208.
8. Синдюков І. Секрети знаменитих облич. У видавництві «Кліо» побачила світ монографія «Таємниці козацьких портретів» історика Ольги Ковалевської. ‒ Електронний ресурс. ‒ Режим доступу: https://day.kyiv.ua/uk/library/books/marshrut-no1-vypusk-69-dnipro [Архівовано 6 Січня 2020 у Wayback Machine.]
9. Здоровило Тарас. Обличчя з минулого (Таємниці козацьких портретів розкриває у своєму дослідженні історик Ольга Ковалевська) // Україна молода. ‒ 17 квітня 2019. ‒ С. 13. Його ж: Обличчя з минулого: історик Ольга Ковалевська привідкрила завісу таємниць козацьких портретів. ‒ Електронний ресурс. ‒ Режим доступу: https://umoloda.kyiv.ua/number/3448/196/132513